# Kids' Choice Awards 2011
La 23ª edizione dei Nickelodeon Kids' Choice Awards si è svolta il 2 aprile 2011 presso l'USC Galen Center e trasmesso in diretta dalla rete statunitense di Nickelodeon.
Il pre-show è stato condotto da Aaron Fresh, Daniella Monet, Noah Munck e Jeff Sutphen; la premiazione è stata presentata da Jack Black.
Nel pre-show si sono esibiti Victoria Justice con "Beggin' on Your Knees" e i Train con "Hey, Soul Sister"; nel corso della premiazione si sono esibiti i Big Time Rush col singolo "Boyfriend", i The Black Eyed Peas con "I Gotta Feeling", "The Time (Dirty Bit)" e "Just Can't Get Enough" e Willow Smith con "21st Century Girl" e "Whip My Hair".
La premiazione ha visto anche la corsa di un monster truck, guidato da Jack Black, su una pista sabbiosa e poi su una vasca piena del caratteristico slime verde di Nickelodeon; in tale occasione la corsa è stata presentata dal wrestler Big Show.

## Candidature
I vincitori sono indicati in grassetto.

### Televisione

#### Serie TV preferita
- iCarly
- I maghi di Waverly
- Zack e Cody sul ponte di comando
- Big Time Rush

#### Attore televisivo preferito
- Dylan Sprouse – Zack e Cody sul ponte di comando
- Cole Sprouse – Zack e Cody sul ponte di comando
- Joe Jonas – Jonas L.A.
- Kevin Jonas – Jonas L.A.

#### Attrice televisiva preferita
- Selena Gomez – I maghi di Waverly
- Miranda Cosgrove – iCarly
- Victoria Justice – Victorious
- Miley Cyrus – Hannah Montana

#### Serie animata preferita
- SpongeBob
- I pinguini di Madagascar
- Phineas e Ferb
- Scooby-Doo! Mystery Incorporated

#### Reality show preferito
- American Idol
- Wipeout
- America's Got Talent
- America's Funniest Home Videos

#### Spalla preferita
- Jennette McCurdy - iCarly
- David Henrie - I maghi di Waverly
- Noah Munck - iCarly
- Brenda Song - Zack e Cody sul ponte di comando

### Cinema

#### Film preferito
- The Karate Kid - La leggenda continua (in cinese 功夫梦S, Gōngfū mèngP, in inglese The Karate Kid), regia di Harald Zwart
- Harry Potter e i Doni della Morte - Parte 1 (Harry Potter and the Deathly Hallows - Part 1), regia di David Yates
- Alice in Wonderland, regia di Tim Burton
- Diario di una schiappa (Diary of a Wimpy Kid), regia di Thor Freudenthal

#### Attore cinematografico preferito
- Johnny Depp – Alice in Wonderland
- Jack Black – I fantastici viaggi di Gulliver
- Jaden Smith – The Karate Kid - La leggenda continua
- Dwayne Johnson – L'acchiappadenti

#### Attrice cinematografica preferita
- Miley Cyrus – The Last Song
- Ashley Judd – L'acchiappadenti
- Sofia Vergara – I Puffi
- Emma Watson – Harry Potter e i Doni della Morte - Parte 1

#### Film d'animazione preferito
- Cattivissimo me (Despicable Me), regia di Pierre Coffin e Chris Renaud
- Dragon Trainer (How to Train Your Dragon) è un film d'animazione del 2010 diretto da Chris Sanders e Dean DeBlois.
- Toy Story 3 - La grande fuga (Toy Story 3) è un film d'animazione del 2010 diretto da Lee Unkrich
- Shrek e vissero felici e contenti (Shrek Forever After), regia di Mike Mitchell

#### Voce in un film d'animazione preferita
- Eddie Murphy – Shrek e vissero felici e contenti
- Cameron Diaz – Shrek e vissero felici e contenti
- Tom Hanks – Toy Story 3
- Tim Allen – Toy Story 3

#### Spaccaossa preferito
- Jackie Chan – The Karate Kid - La leggenda continua
- Steve Carell – Cattivissimo me
- Robert Downey Jr. – Iron Man 2
- Will Ferrell – Megamind

### Musica

#### Gruppo musicale preferito
- The Black Eyed Peas
- Big Time Rush
- Lady Antebellum
- Jonas Brothers

#### Cantante maschile preferito
- Justin Bieber
- Jay-Z
- Bruno Mars
- Usher

#### Cantante femminile preferita
- Katy Perry
- Selena Gomez
- Miley Cyrus
- Taylor Swift

#### Canzone preferita
- Baby – Justin Bieber feat. Ludacris
- California Gurls – Katy Perry feat. Snoop Dogg
- Hey, Soul Sister – Train
- Mine – Taylor Swift

### Sport

#### Atleta maschile preferito
- Shaquille O'Neal
- Peyton Manning
- Michael Phelps
- Shaun White

#### Atleta donna preferita
- Lindsey Vonn
- Danica Patrick
- Serena Williams
- Venus Williams

### Miscellanea

#### Videogioco preferito
- Just Dance 2
- Super Mario Galaxy 2
- Mario vs. Donkey Kong: Parapiglia a Minilandia
- Need for Speed: Hot Pursuit

#### Miglior libro
- Diario di una schiappa
- I diari di Nikki
- L'accademia dei vampiri
- Witch & Wizard

### Arm Fart Hall of Fame
- Josh Duhamel[4]
- Kaley Cuoco
- Kevin James

### The Big Help Award
- Justin Timberlake[5][6]